# Дебидур, Антонен
Антонен Дебидур (1847—1917) — французский историк и деятель образования.

## Биография
Родился 31 января 1847 года в городе Нонтрон, на севере исторической провинции Перигор.
В 1879 году возглавил кафедру географии, в 1880 году — кафедру истории в университете Нанси; в 1891 году — главным инспектором народного образования Франции, в 1906 году — профессором истории христианства в Новое время в Сорбонне, Париж.
Главные работы:
- La fronde angevine (1877),
- Histoire de Du Guesclin (1880),
- Histoire diplomatique de l’Europe 1814-78 (2 тома, 1890),
- Histoire des rapports de l'église et de l'état en France de 1789 à 1870 (1898),
- L'église catholique et l’etat sous la 3:e république (2 тома, 1906—1909),
- Vers la grande guerre 1914-16 (1917).

На русском языке его Histoire diplomatique de l’Europe 1814-78 была выпущена в двух томах в 1948 году под названием «Дипломатическая история Европы от Венского до Берлинского конгресса (1814—1878)». В этой работе, написанной с республиканско-радикалистских позиций и содержащей обширный фактический материал, значительное внимание уделено национально-освободительным движениям и революциям, описываемым с позитивной точки зрения: Дебидур считал их прогрессом общества и выступал против завоевательных войн и диктаторских режимов, видя, однако, средство достижения этого в установлении буржуазной демократии. В работе L'église catholique et l’etat sous la 3:e république (рус. «Католическая церковь и государство во время Третьей республики (1870—1906)») предметом исследования Дебидура стали взаимоотношения церкви и государства на примере Франции; Дебидур активно выступал за отделение церкви от государства и школы от церкви, то есть за светское образование.
Также известен как автор одной из первых обобщающих работ по Первой мировой войне, написанной ещё до её завершения.